# Lliga soviètica d'handbol masculina
La Lliga soviètica d'handbol fou la competició lliguera d'aquest esport a l'antiga URSS. La primera edició es disputà la temporada 1958/59 i l'última a la 1991/92, coincidint amb la desaparició de l'URSS i la creació dels diferents campionats lliguers dels diferents nous estats.
Els grans dominadors d'aquest esport a l'URSS foren el MAI Moscou, el CSKA Moscou i el SKA Minsk.

## Palmarès
- 9 títols: CSKA Moscou
- 8 títols: MAI Moscou
- 6 títols: SKA Minsk
- 2 títols: Kuntsevo Moscou i SKIF Krasnodar
- 1 títol: Dinamo Astrakhan

## Historial
- 1959: ?
- 1960: MAI Moscou
- 1961: ?
- 1962: ?
- 1963: ?
- 1964: ?
- 1965: MAI Moscou
- 1966: Kuntsevo Moscou
- 1967: Kuntsevo Moscou
- 1968: MAI Moscou
- 1969: ?
- 1970: MAI Moscou
- 1971: MAI Moscou
- 1972: MAI Moscou
- 1973: CSKA Moscou
- 1974: MAI Moscou
- 1975: MAI Moscou
- 1976: CSKA Moscou
- 1977: CSKA Moscou
- 1978: CSKA Moscou
- 1979: CSKA Moscou
- 1980: CSKA Moscou
- 1981: SKA Minsk
- 1982: CSKA Moscou
- 1983: CSKA Moscou
- 1984: SKA Minsk
- 1985: SKA Minsk
- 1986: SKA Minsk
- 1987: CSKA Moscou
- 1988: SKA Minsk
- 1989: SKA Minsk
- 1990: Dinamo Astrakhan
- 1991: SKIF Krasnodar
- 1992: SKIF Krasnodar